# Jürgen Kraft
Jürgen Kraft (* 26. November 1951 in Buseck; † 11. Juni 2002 in Berlin) war ein deutscher Radrennfahrer.

## Radsportlaufbahn
Kraft begann mit dem Radsport im Verein RV 1900 Wieseck. Er bestritt von Anfang an Straßenrennen, Querfeldeinrennen und fuhr auch auf der Bahn. Im Oktober 1969 hatte er sich für die höchste deutsche Amateurklasse qualifiziert. Bei seinem Erfolg bei den Deutschen Meisterschaften im Mannschaftszeitfahren 1970 startete Kraft für den Berliner Verein RC Zugvogel. Zwischen 1972 und 1976 belegte Jürgen Kraft als Amateur mehrfach Podiumsplätze bei deutschen Meisterschaften im Straßenrennen und gewann 1972 eine Etappe der Tour d’Algérie. 1974 gewann er am 1. Mai Rund um den Henningerturm bei den Amateuren. Im Jahr zuvor und 1972 hatte er bereits auf ähnlicher Strecke Rund um Frankfurt gewonnen. 1974 nahm er an der Internationalen Friedensfahrt teil und schied auf der neunten Etappe kurz vor Leipzig aus. Einen Etappensieg holte er in der Internationalen Rheinland-Pfalz-Rundfahrt 1974.
1975 gewann Kraft die Berliner Etappenfahrt, 1970 hatte er dort bereits eine Etappe gewonnen. 1977 wurde er Profi und gewann im selben Jahr die deutsche Meisterschaft im Straßenrennen. 1978 wurde er hinter Klaus-Peter Thaler Zweiter der deutschen Meisterschaft im Querfeldeinrennen. Zudem belegte er in diesem Jahr vordere Plätze bei wichtigen internationalen Rennen, so etwa den zweiten Platz beim Gran Premio de Valencia, und startete beim Giro d’Italia, wo er den 51. Rang belegte. Im Jahr darauf fuhr er die Tour de France, wurde aber nach der zweiten Etappe wegen Überschreitung der Karenzzeit aus dem Rennen genommen. Zweimal startete er auch bei UCI-Straßen-Weltmeisterschaften, 1978 wurde er 31., bei der WM 1979 belegte er Platz 44.

## Berufliches und Privates
Nach Beendigung seiner Radsportlaufbahn im Jahr 1980 absolvierte Jürgen Kraft ein Studium, arbeitete als Lehrer in Rom und zog später nach Berlin. Dort war er als wissenschaftlicher Mitarbeiter der CDU-Fraktion im Berliner Abgeordnetenhaus tätig, arbeitete freiberuflich als Journalist sowie als Co-Kommentator bei Radsport-Übertragungen in der ARD und bei Eurosport. Nach der Wahlniederlage der CDU im November 2001 verlor er seine Anstellung. Wenige Monate später beging er Suizid. Sein Sohn Dennis war ebenfalls als Radrennfahrer erfolgreich.

## Erfolge
1970
- Deutscher Amateur-Meister – Mannschaftszeitfahren (mit Manfred Mücke, Michael Becker und Hanno Podbielski)

1973
- eine Etappe Tour d’Algérie

1973
- Prolog (Mannschaftszeitfahren) Grand Prix Guillaume Tell

1975
- Berliner Etappenfahrt
- Köln–Schuld–Frechen

1977
- Deutscher Profi-Meister – Straßenrennen